# Iulian Drăcea
Iulian Drăcea (n. 22 mai 1922, Crainici, Mehedinți, România – d. 15 aprilie 1980) a fost un inginer agronom, profesor universitar și cercetător român, recunoscut ca unul dintre ctitorii școlii agronomice superioare din Banat. A avut un rol esențial în dezvoltarea Institutului Agronomic Timișoara, astăzi Universitatea de Științe Agricole și Medicină Veterinară a Banatului, fiind rector timp de 24 de ani.

## Biografie
Iulian Drăcea s-a născut la 22 mai 1922 în comuna Crainici, județul Mehedinți, în familia de țărani Ioana Drăcea și Petre Lungulescu. A urmat școala primară în satul natal, apoi Școala Inferioară de Agricultură din Voicești, județul Vâlcea (1935–1939), și Școala Agricolă din Armășești, județul Ilfov (1939–1943). În 1945, a susținut bacalaureatul la un liceu teoretic din București.
În timpul celui de-al Doilea Război Mondial (1943–1945), a urmat cursurile Școlii de Ofițeri de Rezervă din Ploiești. În 1945, s-a înscris la Facultatea de Agronomie din Timișoara, absolvind în 1949 alături de colegi precum Gheorghe Bâlteanu și Nicolae Șarpe. În 1956, a obținut titlul de doctor la Institutul Agronomic București (IANB) cu teza „Asupra variabilității câtorva caractere și însușiri la diferite soiuri de orez sub influența condițiilor de mediu”, sub îndrumarea profesorului Nicolae Giosan.
Încă din timpul studenției, a fost preparator (1948) și asistent (1948–1952) la Catedra de Genetică și Ameliorarea Plantelor. În 1952, la doar 27 de ani, a fost numit rector al Facultății de Agronomie Timișoara, funcție deținută (cu o întrerupere între 1955 și 1962, când a fost decan) până în 1976. A contribuit la organizarea bibliotecii, laboratoarelor de fiziologie vegetală, microbiologie și chimie, a reamenajat amfiteatre și a construit ferma didactică experimentală. Sub conducerea sa, au fost înființate Facultatea de Medicină Veterinară (1962) și Facultatea de Zootehnie (1968), iar institutul a fost mutat într-un nou sediu modern, considerat o „perlă” a învățământului agronomic românesc.

A murit pe 15 aprilie 1980, în plină activitate, din cauza unei boli necruțătoare.

## Activitate științifică
Iulian Drăcea a fost un genetician de renume, contribuind la ameliorarea plantelor și la progresul agriculturii românești. A publicat peste 150 de lucrări științifice, cu accent pe genetica aplicată.

### Cercetare în genetică și ameliorare
A coordonat cercetări la Stațiunea de Cercetări Agricole Lovrin, unde a fost șef de laborator și secție (1965–1971). A studiat grâul, porumbul, orezul, sfecla de zahăr și cânepa, contribuind la crearea soiurilor de grâu rezistente (ex. Lovrin 2) și a hibrizilor de porumb (ex. hibrizi dubli 452 și 454). A analizat variabilitatea soiurilor de orez, heterozisul la porumb și ereditatea caracterelor la grâu.

### Activitate didactică
Ca profesor titular la Catedra de Genetică și Ameliorarea Plantelor (1967), a introdus metode active de predare, oferind studenților materiale precum „Atlas genetic” și preparate microscopice. A fost conducător de doctoranzi din 1968 și membru al Comisiei de elaborare a planurilor de învățământ, alături de personalități precum Emil Negruțiu și Gheorghe Bâlteanu.

### Alte contribuții
A fost membru fondator al Academiei de Științe Agricole și Silvice (ASAS) și președinte al consiliului zonal pentru cercetare agricolă în vestul țării. A contribuit la reviste precum „Probleme Agricole” și „Genetica teoretică și aplicată”.

## Lucrări publicate
- „Rezultatele experiențelor cu orez în vestul țării în anul 1951”, Buletinul Academiei, Filiala Timișoara, 1952.
- „Comportarea unor hibrizi dubli de porumb în condiții de irigare în anul 1957”, Studii și cercetări științifice, nr. 3-4, 1958.
- „Curs de genetică”, Litografia Institutului Agronomic Timișoara, 1959.
- „Genetica” (cu M. Manoliu, T. Crăciun, C. Panfil), Editura Didactică și Pedagogică, 1965.
- „Influența precocității și tardivității unor soiuri de grâu de toamnă asupra capacității de producție și a calității producției în condițiile agroclimatice din Banat” (cu G. Butnaru, G. Nedelea), Lucrări științifice IAT, vol. VIII, 1965.
- „Dicționar genetic” (cu G. Butnaru, A. Moisuc), Litografia Institutului Agronomic Timișoara, 1967.
- „Studiul fecundării la câteva linii consangvinizate stabilizate de porumb și la hibrizii lor” (cu G. Butnaru, T. Șuba), Lucrări științifice IAT, vol. XI, 1968.
- „Manifestarea heterozisului la câteva linii de porumb în funcție de generația de consangvinizare” (cu G. Butnaru), Lucrări științifice IAT, vol. XIII, 1970.
- „Genetica”, Editura Didactică și Pedagogică, 1972.

## Distincții
- Doctor docent în științe (1972).
- Membru fondator al Academiei de Științe Agricole și Silvice.
- Medalia Muncii (1954, de două ori).
- Ordinul Muncii, clasa III (1961).
- Ordinul Steaua RSR (1964).
- Medalia „În cinstea încheierii cooperativizării agriculturii” (1962).
- Medalia „A XX-a aniversare a eliberării patriei” (1964).
- Medalia „Semicentenarul Unirii Transilvaniei cu România” (1968).
- Medalia „A XXV-a aniversare a eliberării patriei” (1969).
- Medalia „A 50-a aniversare a PCR” (1971).
- Medalia „25 de ani de la proclamarea Republicii” (1972).
- Ordinul Meritul Agricol (1974).[1]